# Ги II де Шатильон-Сен-Поль
Ги II де Шатильон (фр. Guy II de Châtillon; после 1226 — 12 февраля 1289) — граф де Сен-Поль, сеньор д'Анкр, д'Обиньи-ан-Артуа и Креси-ан-Бри с 1248, второй сын Гуго V (I) де Шатильона, графа де Сен-Поль, и Марии д'Авен, графини Блуа и Шатодёна. 

## Биография
После смерти в 1248 году Гуго I де Шатильона, отца Ги, его владения были разделены между сыновьями. Из них Ги унаследовал графство Сен-Поль, а также ряд сеньорий (Анкр, Обиньи-ан-Артуа и Креси-ан-Бри).
В 1254 году Ги женился на Матильде Брабантской, вдове графа Артуа Роберта I, одного из братьев короля Людовика IX.
Ги не раз участвовал в военных конфликтах своего времени. В 1270 году в армии короля Людовика IX он участвовал в Восьмом крестовом походе, а в 1284—1285 годах — сопровождал короля Филиппа III в крестовом походе против короля Арагона Педро III. Также Ги поддерживал герцога Брабанта Жана I, родственника своей жены, в войне за Лимбургское наследство.
Ги умер 12 февраля 1289 года и был похоронен в аббатстве Шеркам в Артуа. Графство Сен-Поль перешло к старшему сыну — Ги III. Второй сын, Гуго II, в 1291 году унаследовал владения двоюродной сестры Жанны, графини Блуа, став родоначальником ветви графов Блуа. Младший сын, Жак I, получил сеньорию Обиньи-ан-Артуа, однако он получил несколько сеньорий, включая Конде, в приданое за женой.

## Брак и дети
Жена: ранее 31 мая 1254 (Неаполь) Матильда Брабантская (1224 — 29 сентября 1288), дочь герцога Брабанта Генриха II и Марии Гогенштауфен, дочери короля Германии Филиппа Швабского, вдова Роберта I Французского, графа Артуа. Дети:
- Ги III (после 1254 — 6 апреля 1317), граф де Сен-Поль, сеньор д'Анкр и де Дульен с 1289, Великий кравчий Франции с 1296
- Гуго (Юг) II (9 апреля 1258 — 1307), граф Блуа и Шатодёна, сеньор д'Авен и де Гиз с 1291, родоначальник ветви Шатильон-Блуа
- Жак I (ум. 11 июля 1302), сеньор д'Обиньи-ан-Артуа с 1289, сеньор де Лёз с 1291, сеньор де Конде, де Каренси, де Бюкуа (по праву жены), губернатор Фландрии, родоначальник ветви Шатильон-Конде
- Беатрис (ум. 1304); муж: с ок. 1371 Жан II де Бриенн (ум. 12 июня 1294), граф д'Э с 1260
- Жанна; муж: с ок. 1272 Гильом III де Шавиньи (ум. 2 мая 1322), сеньор де Шаторуа, де Деоль и де Сези
- (?) Гертруда; муж: Флорен, сеньор де Малин